# Mia Hundvin
Pour les articles homonymes, voir Hundvin.
Mia Hundvin, née le 7 mars 1977 à Bergen, est une handballeuse norvégienne.
Elle a été l'une des joueuses marquantes du handball norvégien. Avec l'équipe de Norvège, elle a remporté le Championnat du monde 1999 privant l'équipe de France de son premier titre mondial.
Elle a également remporté le Championnat d'Europe 1998 et une médaille d'argent en Championnat d'Europe 2002.
Lors des Jeux olympiques de 2000 à Sydney, ses qualités sportives n'étaient pas réellement ce qui intéressait la presse : en effet, son union avec la Danoise et adversaire sur le terrain Camilla Andersen provoquait une polémique et elles étaient même accusées de s’échanger des secrets tactiques. Finalement la Norvégienne et la Danoise s'affrontèrent lors du premier tour, mais toutes deux remportèrent une médaille, le bronze pour Hundvin, l'or pour sa compagne. Elle est la fille d'Eirik Hundvin.

## Palmarès

### Sélection nationale
Jeux olympiques
- Médaille de bronze aux Jeux olympiques de 2000 à Sydney,  Australie

Championnat du monde
- Médaille d'or au Championnat du monde 1999,  Norvège et  Danemark

Championnat d'Europe
- Médaille d'argent au Championnat d'Europe 2002,  Danemark
- Médaille d'or au Championnat d'Europe 1998,  Pays-Bas

### Clubs
- Vainqueur de la Coupe de l'EHF (C3) en 2003 avec Slagelse FH